# كريستين ماير
كريستين ماير (بالألمانية: Christine Meyer )‏ (و. 1948 – م) هي سياسية، من ألمانيا، ولدت في يون اشتات، الاتحاد الديمقراطي المسيحي.

## مناصب
تولت منصب عضو مجلس الشورى الموحد من ولاية سكسونيا.